# Səbail Futbol Klubu

Stemma del club

Il Səbail Futbol Klubu è una società calcistica azera con sede nella città di Baku. Milita nella Premyer Liqası.

## Allenatori e presidenti
| Allenatori - 2016-2017 Elman Sultanov - 2017-2018 Samir Aliyev - 2018-attuale Aftandil Hacıyev | Presidenti - 2016-attuale Rashad Abdullayev |

## Statistiche e record

### Statistiche nelle competizioni internazionali
Tabella aggiornata alla fine della stagione 2019-2020.
| Competizione                  | Partecipazioni | G | V | N | P | RF | RS |
| ----------------------------- | -------------- | - | - | - | - | -- | -- |
| Coppa UEFA/UEFA Europa League | 1              | 2 | 0 | 0 | 2 | 4  | 6  |

## Palmarès

### Altri piazzamenti
- Campionato azero:

Terzo posto: 2018-2019
- Coppa d'Azerbaigian:

Semifinalista: 2022-2023
- Birinci Divizionu:

Secondo posto: 2016-2017

## Organico

### Rosa 2022-2023
Aggiornata al 4 febbraio 2023.
| N. |                               | Ruolo | Calciatore                   |
| -- | ----------------------------- | ----- | ---------------------------- |
| 1  | Azerbaigian (bandiera)        | P     | Kamran Ağayev                |
| 2  | Azerbaigian (bandiera)        | D     | Arsen Ağcabəyov              |
| 3  | Azerbaigian (bandiera)        | D     | Turan Manafov                |
| 4  | Sierra Leone (bandiera)       | D     | Alie Sesay                   |
| 6  | Azerbaigian (bandiera)        | C     | Orxan Qurbanlı               |
| 7  | Azerbaigian (bandiera)        | C     | Mirsahib Abbasov             |
| 9  | Macedonia del Nord (bandiera) | C     | Florijan Kadriu              |
| 10 | Azerbaigian (bandiera)        | C     | Vüqar Bəybalayev             |
| 11 | Azerbaigian (bandiera)        | A     | Rauf Əliyev                  |
| 12 | Azerbaigian (bandiera)        | P     | Shahin Zakiyev               |
| 13 | Azerbaigian (bandiera)        | C     | Ali Sadikhov                 |
| 14 | Azerbaigian (bandiera)        | C     | Rahid Əmirquliyev (capitano) |
| 16 | Iran (bandiera)               | D     | Peyman Keshavarzi            |
| 17 | Azerbaigian (bandiera)        | C     | Elçin Rəhimli                |
| 19 | Georgia (bandiera)            | A     | Luk'a Imnadze                |

| N. |                               | Ruolo | Calciatore         |
| -- | ----------------------------- | ----- | ------------------ |
| 20 | Azerbaigian (bandiera)        | C     | Ruslan Hacıyev     |
| 22 | Azerbaigian (bandiera)        | C     | Əfran İsmayılov    |
| 25 | Azerbaigian (bandiera)        | P     | Elxan Əhmədov      |
| 26 | Azerbaigian (bandiera)        | D     | Kamal Qurbanov     |
| 27 | Sudafrica (bandiera)          | C     | Hendrick Ekstein   |
| 28 | Azerbaigian (bandiera)        | D     | Məqsəd İsayev      |
| 29 | Azerbaigian (bandiera)        | A     | Amil Yunanov       |
| 30 | Azerbaigian (bandiera)        | D     | Murad Gayali       |
| 34 | Azerbaigian (bandiera)        | D     | Ürfan Abbasov      |
| 55 | Azerbaigian (bandiera)        | D     | Adil Nağıyev       |
| 77 | Azerbaigian (bandiera)        | C     | Ədilxan Qarəhmədov |
| 96 | Guatemala (bandiera)          | P     | Nicholas Hagen     |
| 99 | Guinea-Bissau (bandiera)      | C     | David Gomis        |
|    | Macedonia del Nord (bandiera) | C     | Milovan Petrović   |

### Rosa 2021-2022
Aggiornata al 19 gennaio 2022.
| N. |                               | Ruolo | Calciatore                   |
| -- | ----------------------------- | ----- | ---------------------------- |
| 1  | Azerbaigian (bandiera)        | P     | Kamran Ağayev                |
| 2  | Azerbaigian (bandiera)        | D     | Arsen Ağcabəyov              |
| 3  | Azerbaigian (bandiera)        | D     | Turan Manafov                |
| 4  | Sierra Leone (bandiera)       | D     | Alie Sesay                   |
| 6  | Azerbaigian (bandiera)        | C     | Orxan Qurbanlı               |
| 7  | Azerbaigian (bandiera)        | C     | Mirsahib Abbasov             |
| 9  | Macedonia del Nord (bandiera) | C     | Florijan Kadriu              |
| 10 | Azerbaigian (bandiera)        | C     | Vüqar Bəybalayev             |
| 11 | Azerbaigian (bandiera)        | A     | Rauf Əliyev                  |
| 12 | Azerbaigian (bandiera)        | P     | Shahin Zakiyev               |
| 13 | Azerbaigian (bandiera)        | C     | Ali Sadikhov                 |
| 14 | Azerbaigian (bandiera)        | C     | Rahid Əmirquliyev (capitano) |
| 16 | Iran (bandiera)               | D     | Peyman Keshavarzi            |
| 17 | Azerbaigian (bandiera)        | C     | Elçin Rəhimli                |
| 19 | Georgia (bandiera)            | A     | Luk'a Imnadze                |

| N. |                               | Ruolo | Calciatore         |
| -- | ----------------------------- | ----- | ------------------ |
| 20 | Azerbaigian (bandiera)        | C     | Ruslan Hacıyev     |
| 22 | Azerbaigian (bandiera)        | C     | Əfran İsmayılov    |
| 25 | Azerbaigian (bandiera)        | P     | Elxan Əhmədov      |
| 26 | Azerbaigian (bandiera)        | D     | Kamal Qurbanov     |
| 27 | Sudafrica (bandiera)          | C     | Hendrick Ekstein   |
| 28 | Azerbaigian (bandiera)        | D     | Məqsəd İsayev      |
| 29 | Azerbaigian (bandiera)        | A     | Amil Yunanov       |
| 30 | Azerbaigian (bandiera)        | D     | Murad Gayali       |
| 34 | Azerbaigian (bandiera)        | D     | Ürfan Abbasov      |
| 55 | Azerbaigian (bandiera)        | D     | Adil Nağıyev       |
| 77 | Azerbaigian (bandiera)        | C     | Ədilxan Qarəhmədov |
| 96 | Guatemala (bandiera)          | P     | Nicholas Hagen     |
| 99 | Azerbaigian (bandiera)        | A     | Bahadur Həziyev    |
|    | Macedonia del Nord (bandiera) | C     | Milovan Petrović   |

### Rosa 2020-2021
Aggiornata al 31 gennaio 2021.
| N. |                               | Ruolo | Calciatore                   |
| -- | ----------------------------- | ----- | ---------------------------- |
| 1  | Azerbaigian (bandiera)        | P     | Kamran Ağayev                |
| 2  | Azerbaigian (bandiera)        | D     | Arsen Ağcabəyov              |
| 3  | Azerbaigian (bandiera)        | D     | Turan Manafov                |
| 4  | Sierra Leone (bandiera)       | D     | Alie Sesay                   |
| 6  | Azerbaigian (bandiera)        | C     | Orxan Qurbanlı               |
| 7  | Azerbaigian (bandiera)        | C     | Mirsahib Abbasov             |
| 9  | Macedonia del Nord (bandiera) | C     | Florijan Kadriu              |
| 10 | Azerbaigian (bandiera)        | C     | Vüqar Bəybalayev             |
| 11 | Azerbaigian (bandiera)        | A     | Rauf Əliyev                  |
| 12 | Azerbaigian (bandiera)        | P     | Shahin Zakiyev               |
| 13 | Azerbaigian (bandiera)        | C     | Ali Sadikhov                 |
| 14 | Azerbaigian (bandiera)        | C     | Rahid Əmirquliyev (capitano) |
| 16 | Iran (bandiera)               | D     | Peyman Keshavarzi            |
| 17 | Azerbaigian (bandiera)        | C     | Elçin Rəhimli                |
| 19 | Georgia (bandiera)            | A     | Luk'a Imnadze                |

| N. |                               | Ruolo | Calciatore         |
| -- | ----------------------------- | ----- | ------------------ |
| 20 | Azerbaigian (bandiera)        | C     | Ruslan Hacıyev     |
| 22 | Azerbaigian (bandiera)        | C     | Əfran İsmayılov    |
| 25 | Azerbaigian (bandiera)        | P     | Elxan Əhmədov      |
| 26 | Azerbaigian (bandiera)        | D     | Kamal Qurbanov     |
| 27 | Sudafrica (bandiera)          | C     | Hendrick Ekstein   |
| 28 | Azerbaigian (bandiera)        | D     | Məqsəd İsayev      |
| 29 | Azerbaigian (bandiera)        | A     | Amil Yunanov       |
| 30 | Azerbaigian (bandiera)        | D     | Murad Gayali       |
| 34 | Azerbaigian (bandiera)        | D     | Ürfan Abbasov      |
| 55 | Azerbaigian (bandiera)        | D     | Adil Nağıyev       |
| 77 | Azerbaigian (bandiera)        | C     | Ədilxan Qarəhmədov |
| 96 | Guatemala (bandiera)          | P     | Nicholas Hagen     |
| 99 | Azerbaigian (bandiera)        | A     | Bahadur Həziyev    |
|    | Macedonia del Nord (bandiera) | C     | Milovan Petrović   |

### Rosa 2019-2020
| N. |                         | Ruolo | Calciatore               |
| -- | ----------------------- | ----- | ------------------------ |
| 1  | Ucraina (bandiera)      | P     | Oleksandr Rybka          |
| 3  | Azerbaigian (bandiera)  | D     | Turan Manafov            |
| 4  | Azerbaigian (bandiera)  | D     | Eltun Yagublu (capitano) |
| 5  | Azerbaigian (bandiera)  | D     | Vugar Beybalayev         |
| 7  | Azerbaigian (bandiera)  | C     | Fahmin Muradbayli        |
| 8  | RD del Congo (bandiera) | C     | Lema Mabidi              |
| 9  | Azerbaigian (bandiera)  | C     | Mirsahib Abbasov         |
| 10 | Ghana (bandiera)        | C     | Michael Essien           |
| 11 | Azerbaigian (bandiera)  | A     | Rauf Əliyev              |
| 13 | Azerbaigian (bandiera)  | D     | Şəhriyar Rəhimov         |
| 14 | Azerbaigian (bandiera)  | C     | Rahid Əmirquliyev        |

| N. |                        | Ruolo | Calciatore        |
| -- | ---------------------- | ----- | ----------------- |
| 16 | Iran (bandiera)        | D     | Peyman Keshavarzi |
| 17 | Azerbaigian (bandiera) | C     | Elchin Rahimli    |
| 18 | Azerbaigian (bandiera) | C     | Agshin Gurbanli   |
| 21 | Brasile (bandiera)     | D     | Erico Silva       |
| 25 | Azerbaigian (bandiera) | P     | Elkhan Ahmadov    |
| 26 | Azerbaigian (bandiera) | D     | Kamal Gurbanov    |
| 27 | Sudafrica (bandiera)   | C     | Hendrick Ekstein  |
| 30 | Azerbaigian (bandiera) | D     | Murad Gayali      |
| 34 | Azerbaigian (bandiera) | D     | Ürfan Abbasov     |
| 55 | Azerbaigian (bandiera) | D     | Adil Nağıyev      |
| 85 | Azerbaigian (bandiera) | P     | Kamal Bayramov    |